# Ben de Raaf
Ben de Raaf (Rotterdam, 4 juli 1961) is een Nederlands auteur van vooral kinderboeken.

## Biografie
Ben de Raaf werd in 1961 in Rotterdam geboren. In 1979 ging De Raaf werken bij de surveillancedienst van de politie van Rotterdam-Rijnmond en van 1990 tot en met 1999 was hij wijkagent in de Rotterdamse wijk Het Lage Land. In 1999 bracht hij onder het pseudoniem 'Herman Dad' zijn eerste boek uit: Op surveillance. Tevens ging hij weer bij de surveillancedienst werken tot en met 2002. Sinds 2002 werkte hij als brigadier in de meldkamer van Rotterdam-Rijnmond.
Zijn verhalen zijn fictief, maar de omgeving waar ze zich afspelen bestaat echt. In zijn boeken zit ook een christelijke boodschap: voor de hoofdpersonen is het normaal om naar de kerk te gaan. De boeken spelen zich af in Capelle en Krimpen aan den IJssel en de Rotterdamse deelgemeenten Kralingen-Crooswijk en Prins Alexander. Het voornaamste hoofdpersonage in een aantal boeken is een rechercheur, Roel Westland.
In 2018 gaf De Raaf aan te stoppen met het schrijven van kinderboeken. In datzelfde jaar verscheen Vrouw zoek in Schiebroek, het laatste boek van zijn hand. De Raaf heeft vijftig boeken geschreven met een totale oplage van meer dan 150.000 exemplaren.

## Persoonlijk
De Raaf is getrouwd en vader van  vier volwassen kinderen. Hij is ouderling in de Gereformeerde Gemeente van Rotterdam Alexander.

## Boeken
- 1999 – Op surveillance, onder het pseudoniem Herman Dad
- 1999 – Bomen Jatten
- 2000 – Moord in Ommoord
- 2001 – Paniek in Prinsenland
- 2002 – Commotie in Crooswijk
- 2002 – Vlucht BR 41 keert terug
- 2003 – Ramkraak in Kralingen
- 2003 – Op Surveillance 2
- 2004 – Rovers op het Rivium
- 2005 – Kidnap in Krimpen
- 2005 – Bardo
- 2006 – Metroramp in Zevenkamp
- 2006 – Bardo wordt ontvoerd
- 2007 – Schoten in Schenkel
- 2007 – Bardo wordt een held
- 2008 – Roofmoord bij de Rotte
- 2009 – Bardo redt Boris
- 2009 – Rare lading voor het Lage land
- 2009 – Spokie
- 2010 – Overval in Oosterflank
- 2011 – Bommen en branden in Nesselande
- 2012 – Zoom in (Bijbels dagboek)
- 2012 –  Bardo en de inbreker
- 2012 – Levensgevaar in Schollevaar
- 2013 – Trammelant in 's-Gravenland
- 2014 – Beroofde bejaarde in Oostgaarde
- 2015 – Verdachte auto in Fascinatio
- 2016 – Oude moorden in het Oude Noorden
- 2017 – Geweldpleging in Middelwatering
- 2018 – Vrouw zoek in Schiebroek